# Meiózis
A meiózis számfelező sejtosztódás, amely az ivarsejtek (oocita: női ivarsejt, spermatocita: férfi ivarsejt) képződésében játszik szerepet.

## Első meiotikus osztódás

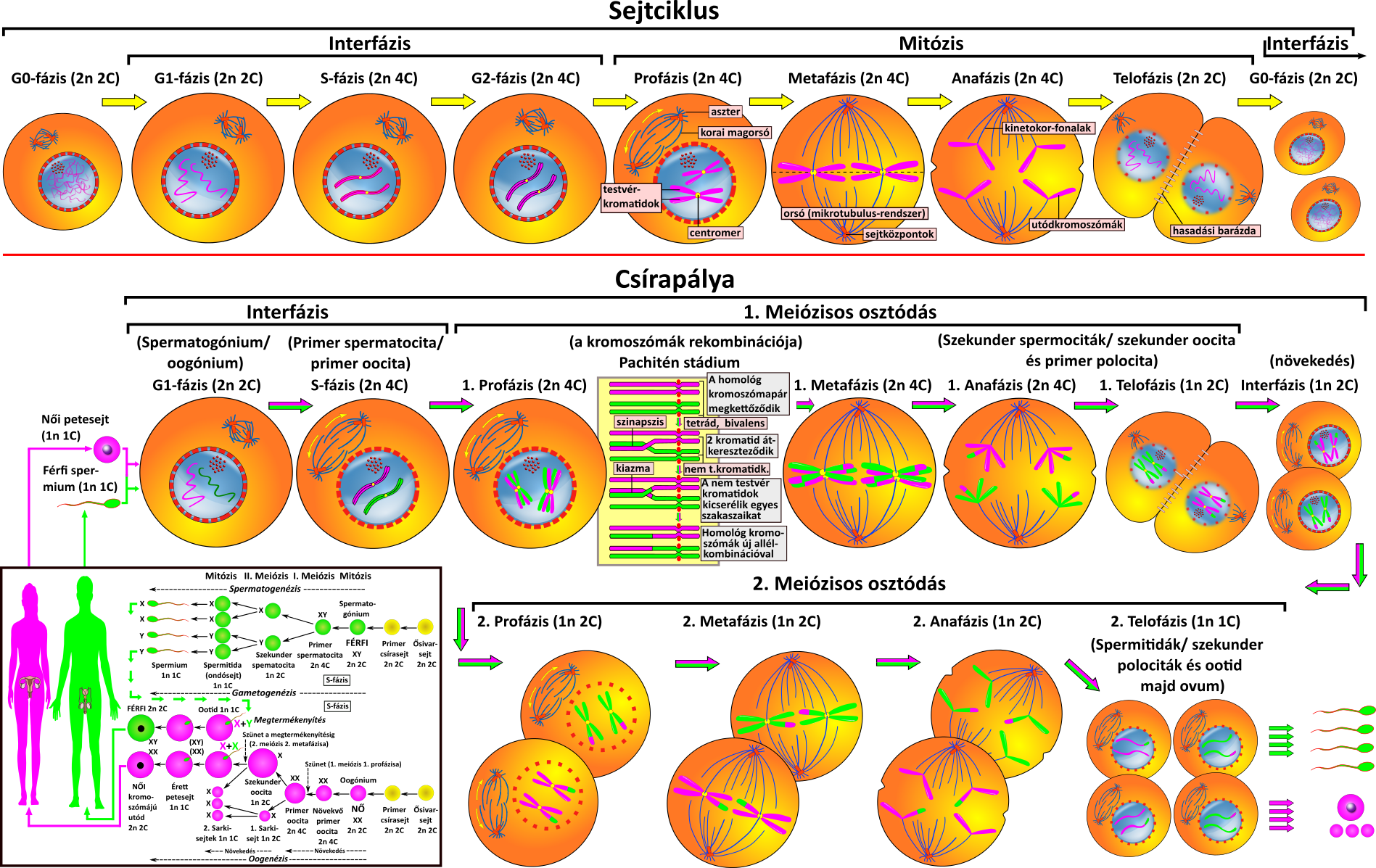
Mitózis és meiózis (Szegedi László: Általános genealógia. Budapest, 2015. 606.)

A csírasejtek a meiózis kezdetekor a normális mennyiségű DNS kétszeresét tartalmazzák.

### Történések fontosabb lépései
1. A homológ kromoszómák párba rendeződnek (szinapszis). A párképződés pontról pontra megegyezik, a kromoszómák centromer régiói nem párosodnak.
2. Az átkereszteződés (crossing over) a kromoszómapárok kromatidszegmentjei között. Ilyenkor a homológ kromoszómapár mindkét tagja hosszában elválik, és a kromatid egy vagy több helyen harántul megtörik. Így tudnak kicserélődni a 2 kromoszóma közötti kromatidszegmentek. A cserehelyek ideiglenesen összeköttetésben maradnak, a kromoszóma külleme X alakú, ezt nevezik kiazmának.

### Történések időbeli sorrendje
1. a homológ kromoszómák megközelítik egymást
2. párokba rendeződnek (mindegyik tag 2 kromatidából áll)
3. crossing over (kiazmák láthatók)
4. kettős kromatidájú kromoszómák szétválnak
5. a kromoszómák a sejt két pólusa felé kezdenek vándorolni, ez az 1. meiotikus osztódás anafázisa.

A leánysejtek DNS tartalma megegyezik a normális szomatikus sejtekével.

## Második meiotikus osztódás
Ebben az első meiotikus osztódásból (Hure) származó, 23 kétkromatidájú kromoszómát tartalmazó sejtek vesznek részt. A kromoszómák a centromerjüknél szétválnak, az újonnan keletkező leánysejtek 23 kromatiddal rendelkeznek.
A leánysejtek DNS tartalma a szomatikus sejtek DNS tartalmának fele lesz.

## A meiózis végeredménye
- az átkereszteződés révén biztosított a genetikai változatosság
- a csírasejtek haploid számú kromoszómával rendelkeznek és a DNS mennyisége a normál szomatikus sejtének fele.
- 1 primer oocitából 4 leánysejt keletkezik, amelyből csak egy fejlődik érett gamétává, a másik háromból lesznek a sarki/poláris testek.
- 1 primer spermatocitából szintén 4 leánysejt lesz, kettő ezek közül 22+X és kettő 22+Y, mind a négy érett gamétává fejlődik.